# Macbeth (film, 2015)
A Macbeth 2015-ben bemutatott amerikai–francia–brit filmdráma, amelyet Jacob Koskoff, Michael Lesslie és Todd Louiso forgatókönyvéből Justin Kurzel rendezett. A főbb szerepekben Michael Fassbender, Marion Cotillard, Paddy Considine, Sean Harris és Jack Reynor látható.
Az Amerikai Egyesült Államokban 2015. december 4-én, az Egyesült Királyságban 2015. október 2-án, Magyarországon 2015. október 29-én mutatták be a mozikban.

## Szereplők
| Szereplő            | Színész            | Magyar hang    |
| ------------------- | ------------------ | -------------- |
| Macbeth             | Michael Fassbender | Nagy Ervin     |
| Lady Macbeth        | Marion Cotillard   | Balsai Móni    |
| Banquo              | Paddy Considine    | Kőszegi Ákos   |
| Macduff             | Sean Harris        | Stohl András   |
| Malcolm             | Jack Reynor        | Szatory Dávid  |
| Lady Macduff        | Elizabeth Debicki  | Solecki Janka  |
| Duncan              | David Thewlis      | Schnell Ádám   |
| Lennox              | David Hayman       | Barbinek Péter |
| Első boszorkány     | Seylan Baxter      | Németh Kriszta |
| Második boszorkány  | Lynn Kennedy       | Pálmai Anna    |
| Harmadik boszorkány | Kayla Fallon       | Roatis Andrea  |